# Circuito cittadino

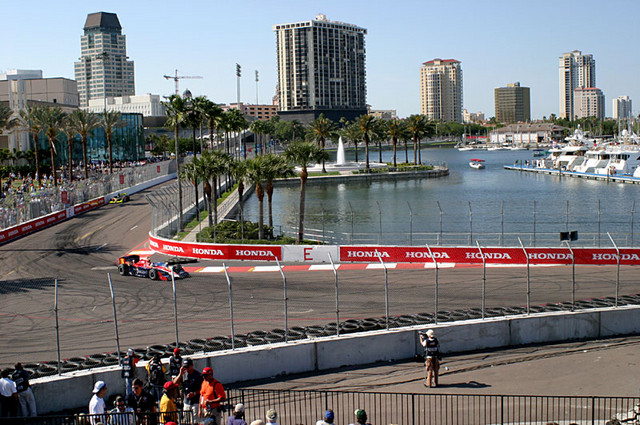
Il circuito cittadino di Saint Petersburg nel 2006, durante una gara delle IndyCar Series.

Il circuito cittadino, stradale o urbano è un tracciato motoristico su strade pubbliche cittadine temporaneamente chiuse al traffico, utilizzato nelle competizioni agonistiche.
Strutture come paddock, box, recinzioni, guard rail, cordoli e tribune vengono di solito montate temporaneamente e poi rimosse subito dopo la fine della gara; i box, il controllo gara e le tribune principali però sono talvolta installati in modo permanente nell'area adibita al circuito. Poiché la superficie della pista è destinata in genere alle normali vetture che viaggiano entro i limiti legali di velocità, i piloti spesso trovano i circuiti cittadini sconnessi e privi di aderenza. Le vie di fuga possono mancare, il che rende eventuali errori di guida o uscite di pista più gravi rispetto ai circuiti appositi, con vie di fuga più ampie.
Le amministrazioni locali a volte sono favorevoli alle gare in città soprattutto come forma di promozione del turismo.
Uno dei più antichi e oggi noti tracciati cittadini è quello di Monte Carlo, nel Principato di Monaco, sede dal 1929 dell'omonimo Gran Premio di Formula 1. Tra gli storici circuiti urbani usati in passato dal circus si annoverano quelli di Adelaide, Long Beach, Montjuïc e Pau; caso particolare è rappresentato da Las Vegas, sede di due diversi tracciati stradali, quello scomparso del Caesars Palace e l'odierno Strip Circuit. Al di fuori della Formula 1, sono assurti a notorietà i circuiti cittadini di Birmingham, Macao e Vila Real oltreché quello delle Madonie, quest'ultimo sede della Targa Florio, la più antica corsa di durata al mondo.